# Хрватски католички покрет
Хрватски католички покрет (ХКП) био је облик политичког католицизма који је дјеловао у првој половини 20. вијека у Хрватској и Босни и Херцеговини. Покрет је био одговор на све већи либерализам, новим, агресивним приступом, јер су Католичка црква и католицизам изгубиле дотадашњи утицај.

## Историја
Покрет је започео Првим хрватским католичким састанком у Загребу 1900, а подстакнут је сличним покретима у Европи и импулсима папа Лава XIII и Пија X. Закључком састанка основано је хрватско католичко издавачко друштво које је издавало католичке новине Хрватство у Загребу 1904. године. У међувремену, крчки бискуп Антон Махнич (1850—1920) покренуо је часопис посвећен хришћанској филозофији под називом Хрватска стража. Истовремено, основао је студентске католичке часописе и друштва широм Аустроугарске. Један од њих био је академски клуб „Домагој”, основан 1906. у Загребу. Орган студентских друштава био је Луч (објављен 1905), а чији је уредник био Љубомир Мараковић.
Касније је Махнич покренуо друштво Пије, које је издавало седмичне новине Јутро. Било је неких сукоба између групе око Хрватства, која је основала нову политичку странку, и групе око Јутра. Пресудна година за ХКП био је 1910. када је успостављен Хрватски католички народни савез, а Хрватство са својом политичком странком нестало. Исте године, основан је Хрватски католички ђачки савез, као корпоративно тијело свих ђачких удружења. ХКП је ојачао и убрзо је добио ново руководство — Хрватски католички сениорат (ХКС), ексклузивну организацију католички клерикалних и лаичких интелектуалних кругова (1912).
Циљ ХКП-а био је одбрана и промовисање католичке вјере и њених моралних начела у хрватском јавном и друштвеном животу, који су били угрожени убрзаним либерализмом и секуларизмом. Такође, најважније питање било је окупљање и духовно и интелектуално образовање младих. До почетка Првог свјетског рата, ХПК је имао око 5000 чланова у различитим врстама основних друштава у градовима и селима.
Судбоносни догађај у развоју ХКП-а било је божићно издање католичког часописа Ријечке новине, сениори — круг окупљен око Петра Рогуље — објављује први „политички програмни чланак” у којем заузимају став о неопходности тежње „народног јединства Словенаца, Хрвата и Срба”. Када су сениори прихватили политички програм Мајске декларације (1917) као основу за свој рад на „националним питањима”, било је сасвим очигледно да је Рогуљина „југословенска оријентација” ХКП-а извојевала одлучујућу побједу. Декларација је достигла политички врхунац када је добила јавну подршку Антона Махнича 1918. године. ХКС основао је Хрватску пучку странку 1919, која је углавном била клерикална и доминантно југословенски оријентисана, што је довело до великог неуспјеха у новој држави — Краљевини Југославији.
У новим околностима, двадесетих година 20. вијека појавила се нова лаичка католичка организација „Хрватски орловски савез”, коју су основали Иво Протулипац и Иван Мерц. Орлови су постали врло популарна и распрострањена католичка омладинска организација. Због репресија југословенског режима, Орлови су почели дјеловати под новим називом „Крижарска организација” (1929).
Од првобитног ХКП-а није остало ништа осим „Домагоја” и „Крижара”. Између „Домагоја” и „Крижара” постојала су велики спорови и несугласице. Иако су бискупи покушали 1930-их да уједине „Домагој” и „Крижаре” у јединствену „Католичку акцију”, то није било могуће.
Послије Другог свјетског рата у комунистичкој Југославији биле су забрањене све јавне вјерске дјелатности повезане са антикомунистичком политичком.